# Deividas Česnauskis
Deividas Cesnauskis (Kursenai, 1981) es un futbolista lituano que juega de extremo derecho. Su hermano pequeño Edgaras también es futbolista.
Cesnauskis empezó su carrera en el Ekranas Panevezys, en el que jugó tres temporadas antes de dar el salto a la Liga rusa, etapa a lo largo de la cual debutó y se asentó en la selección lituana. Tras otras tres temporadas en las filas del Dinamo Moscú y una etapa poco fructífera en el Lokomotiv Moscú (en la que, no obstante, ganó la Liga) el empresario lituano Vladimir Romanov, nuevo presidente del Heart of Midlothian FC, le reclutó para su aventura escocesa; Cesnauskis militó cuatro temporadas en las filas del conjunto de Edimburgo. Posteriormente probó fortuna en la Liga griega, fichando por el Ergotelis FC. De cara a la temporada 2010-11 ha fichado por el Aris Salónica de Héctor Cúper.
Ha sido internacional en 37 ocasiones. 

## Selección nacional
Ha sido internacional con la Selección de fútbol de Lituania, ha jugado 64 partidos internacionales y ha anotado 4 goles.

## Clubes
| Club                | País       | Año           |
| ------------------- | ---------- | ------------- |
| FK Ekranas          | Lituania   | 1997-2000     |
| FC Dinamo de Moscú  | Rusia      | 2000-2003     |
| Lokomotiv de Moscú  | Rusia      | 2003-2004     |
| FBK Kaunas          | Lituania   | 2004-2005     |
| Heart of Midlothian | Escocia    | 2005-2009     |
| Ergotelis FC        | Grecia     | 2009-2010     |
| Aris Salónica       | Grecia     | 2010-2012     |
| FK Baku             | Azerbaiyán | 2012-2014     |
| FK Trakai           | Lituania   | 2014-Presente |

## Palmarés

### Campeonatos nacionales
| Título                | Club                | País       | Año     |
| --------------------- | ------------------- | ---------- | ------- |
| Liga Premier de Rusia | Lokomotiv de Moscú  | Rusia      | 2004    |
| Copa de Escocia       | Heart of Midlothian | Escocia    | 2006    |
| Copa de Azerbaiyán    | FC Baku             | Azerbaiyán | 2011/12 |